# سيد عارف حسين
سيد عارف حسين (25 أبريل 1980 في باكستان - ) هو لاعب كرة قدم باكستاني في مركز الوسط. شارك مع منتخب باكستان لكرة القدم. أما مع النوادي، فقد لعب مع WAPDA F.C. ‏.

## وصلات خارجية
- سيد عارف حسين على موقع قاعدة بيانات كرة القدم.إي يو (الإنجليزية)
- سيد عارف حسين على موقع ناشيونال فوتبول تيمز (الإنجليزية)
- سيد عارف حسين على موقع GSA (الإنجليزية)